# Żywotnik

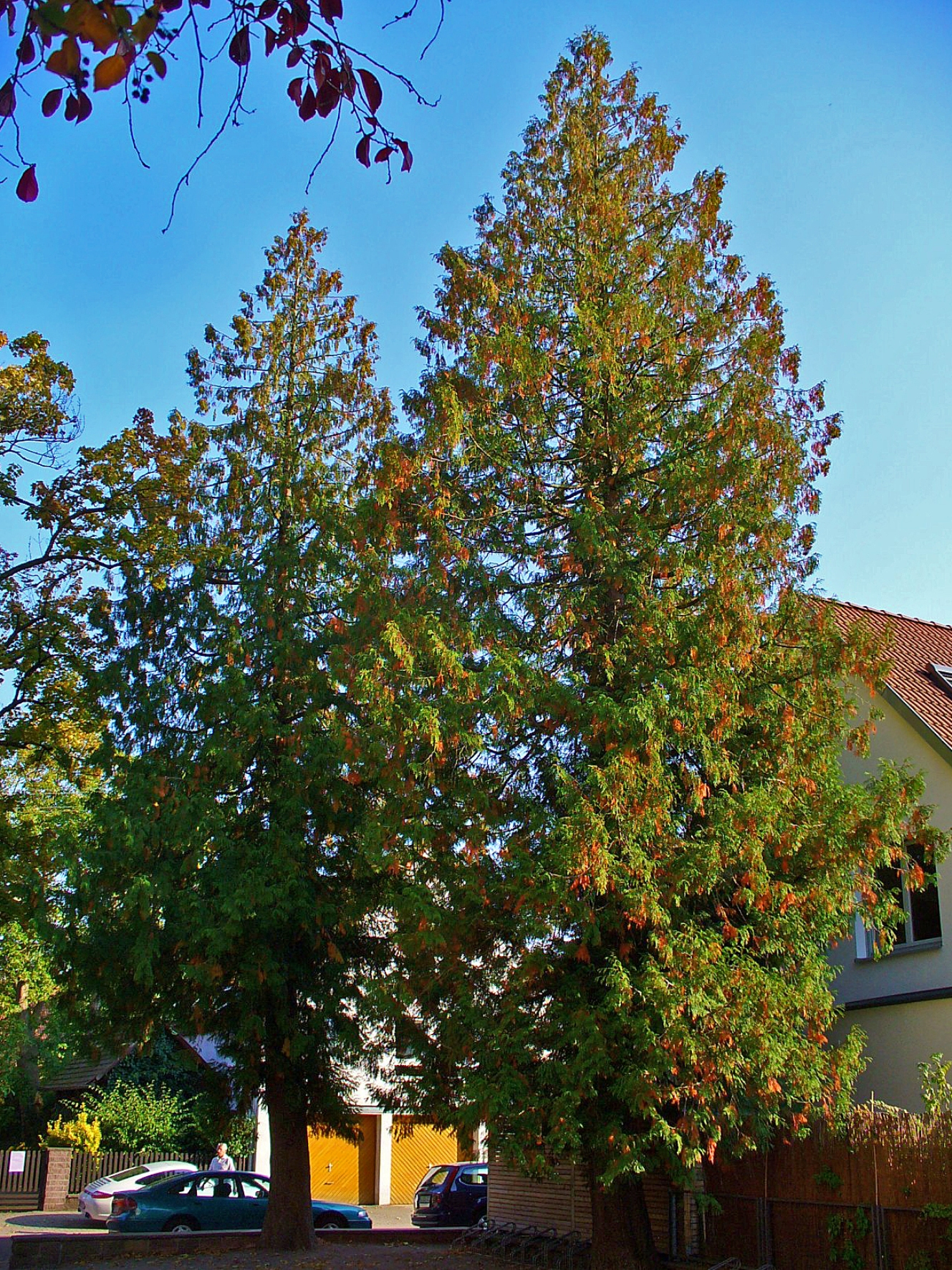
Pokrój Thuja occidentalis

Żywotnik, tuja (Thuja L.) – rodzaj roślin iglastych z rodziny cyprysowatych. Rodzaj obejmuje pięć gatunków drzew i krzewów, z których trzy występują na terenie Azji (Korea, Chiny, Japonia), a dwa w Ameryce Północnej. W obszarach występowania należą do głównych gatunków lasotwórczych na siedliskach wilgotnych, aczkolwiek Thuja sutchuenensis to gatunek w naturze skrajnie nieliczny.
Żywotnik zachodni i olbrzymi, a także inne gatunki, są popularnie sadzone jako rośliny ozdobne, cenione ze względu na małe wymagania i dostępność zróżnicowanych odmian ozdobnych. W Polsce uprawiane są głównie: żywotnik zachodni i olbrzymi oraz mieszaniec między nimi – żywotnik pośredni Thuja ×plicatoides. Żywotnik zachodni i olbrzymi dziczeją z upraw i mają w polskiej florze status kenofitów – zadomowionych przybyszy.
Żywotniki wykorzystywane są poza tym jako rośliny lecznicze, przy czym żywotnik zachodni jest gatunkiem także trującym dla człowieka i koni. Rośliny te, a zwłaszcza żywotnik olbrzymi, dostarczają poza tym cenionego drewna, łatwego do obróbki i bardzo trwałego. Ze względu na odporność na działanie wody Indianie z pni tych drzew wykonywali canoe, poza tym wykorzystywali te drzewa wszechstronnie, włącznie ze sporządzaniem ubrań z ich kory.

## Morfologia
PokrójKrzewy oraz drzewa osiągające do 70 m wysokości, o koronach stożkowatych, z pniami do ponad 6 m średnicy, z gałęziami ułożonymi w jednej płaszczyźnie.
LiścieMłode szpilkowate, potem łuskowate. Zimozielone, ułożone na łodydze nakrzyżlegle, okrywające gałązki, o długości ok. 2 mm.
KwiatyRozdzielnopłciowe, rozmieszczone jednopiennie, wiatropylne, drobne. Szyszki męskie złożone z 4–6 łusek. Szyszki żeńskie są wzniesione, jajowate, złożone z 8–12 łusek, z których 2 lub 3 pary w środkowej części są płodne. Dojrzewają w ciągu jednego roku, osiągając długość ok. 1 cm. Nasiona oskrzydlone, eliptyczne, płaskie lub grube, ziarnkowate.

## Systematyka
Do rodzaju Thuja należy 5 gatunków, 51 innych nazw w randze gatunku to synonimy, status 4 nazw gatunkowych jest nieustalony. Do tego rodzaju zaliczany był także gatunek Thuja orientalis (żywotnik wschodni), który został wyodrębniony we własnym jednogatunkowym rodzaju Platycladus jako Platycladus orientalis (biota wschodnia). Status żywotnika pośredniego (żywotnika nibyolbrzymiego) (Thuja ×plicatoides Seneta), uprawianego w Polsce, jest nierozstrzygnięty.
Synonimy
Thya Adanson
Wykaz gatunków
- Thuja koraiensis Nakai – żywotnik koreański
- Thuja occidentalis L. – żywotnik zachodni, antropofit zadomowiony we florze Polski[7]
- Thuja plicata Donn ex D. Don – żywotnik olbrzymi, antropofit zadomowiony we florze Polski[7]
- Thuja standishii (Gordon) Carrière – żywotnik japoński
- Thuja sutchuenensis Franch.